# Pavlodar
Pavlodar (în rusă și kazahă Павлодар) este un oraș din nord-estul Kazahstanului și centrul administrativ al provinciei Pavlodar. Populația orașului în anul 2014 a fost de 353 930  de locuitori. Printre grupurile etnice ce trăiesc în oraș se numără: ruși (45,74 %), kazahi (38,62 %), ucraineni (6,69 %), germani (2,73 %), tătari (2,34 %), belaruși (0,86 %) și alții (3,02 %).
În componența teritoriilor care se supun akimatului (administrație) orașului, în afară de orașul Pvalodar, se numără districtul rural Janaauliskii: satul Pavlodarskoe (populația în 2009 era de 5319 de locuitori); districtul rural Kenjekoliskii: satul Kenjekoli (populația în 2009 era de 3978 de locuitori), satul Baidala (populația în 2009 era de 521 de locuitori), satul Dolgoe (populația în 2009 era de 274 de locuitori); administrația sătească Leninskaia: satul Leninskii (populația în 2009 era de 8619 de locuitori), districtul rural Muialdinskii: satul Muialdi (populația în 2009 era de 810 de locuitori).
În oraș se află fabrici de prelucrare a petrolului, chimice, de prelucrare a aluminiului, electrolitice și constructoare de mașini.